# Roosevelt (Oklahoma)
Pour les articles homonymes, voir Roosevelt.
Roosevelt est une ville du comté de Kiowa, dans l'État d'Oklahoma, aux États-Unis,. En 2010, elle compte une population de 248 habitants.

## Démographie
Lors du recensement de 2010, la ville comptait une population de 248 habitants, tandis qu'en 2019, elle est estimée à 230 habitants.